# Nathaniel Adjei
Nathaniel Adjei (* 21. August 2002 in Teshie) ist ein ghanaischer Fußballspieler, der aktuell beim FC Lorient unter Vertrag steht.

## Karriere

### Verein
Adjei begann seine fußballerische Ausbildung 2015 beim Danbort FC in Ghana. Mitte August 2021 wurde er nach Schweden an den Drittligisten Hammarby Talang FF verliehen. Im Rest der Saison 2021 kam er zu acht Ligaeinsätzen. In der Hinrunde der Spielzeit 2022 spielte er 14 Mal in der dritten Liga. Nach seiner Rückkehr wechselte er im Sommer 2022 zu Hammarby IF, dessen Farmteam Hammarby Talang FF ist. Am 17. September 2022 (23. Spieltag) stand er gegen den BK Häcken in der Allsvenskan in der Startelf und gab somit sein Profidebüt. Er kam 2022 in der Rückrunde auf drei Erstligaeinsätze. Am achten Spieltag der Saison 2023 schoss er bei einem 4:3-Sieg über die Djurgårdens IF sein erstes Tor im Profibereich. In der gesamten Spielzeit 2023 schoss er dieses eine Tor in 21 Ligaeinsätzen und erreichte mit dem Klub das Halbfinale des Pokals.
Im Januar 2024 wechselte er leihweise nach Frankreich zum Erstligisten FC Lorient. Dort debütierte er nach Einwechslung am 28. Januar 2024 (19. Spieltag) bei einem 3:3-Unentschieden gegen den Le Havre AC. Bis zum Saisonende kam er in 15 Ligaspielen zum Einsatz. Nach der Spielzeit wurde er vom FC Lorient fest verpflichtet. In der darauffolgenden Saison bestritt er zunächst neun Partien, bevor er aufgrund einer Fußgelenksverletzung für den Rest der Spielzeit ausfiel.

### Nationalmannschaft
Adjei nahm mit der ghanaischen U20-Nationalmannschaft am U20-Afrika-Cup 2019 teil. Dort spielte er einmal und schied mit seinem Team nach der Gruppenphase aus. Zwei Jahre später nahm er mit der U20-Mannschaft am gleichen Turnier 2021 teil, wobei er zu drei Einsätzen kam.
Im Juni 2023 spielte er zwei von drei Gruppenspiele beim U23-Afrika-Cup 2023 für die U23-Nationalmannschaft. Sein Debüt für die A-Nationalmannschaft Ghanas gab er im November 2024 in einem Qualifikationsspiel zum Afrika-Cup.